# Eugenia sripadaense
Eugenia sripadaense är en myrtenväxtart som beskrevs av André Joseph Guillaume Henri Kostermans. Eugenia sripadaense ingår i släktet Eugenia och familjen myrtenväxter. IUCN kategoriserar arten globalt som starkt hotad.
Artens utbredningsområde är Sri Lanka. Inga underarter finns listade i Catalogue of Life.